# Maria Amalia de Austria (1724-1730)

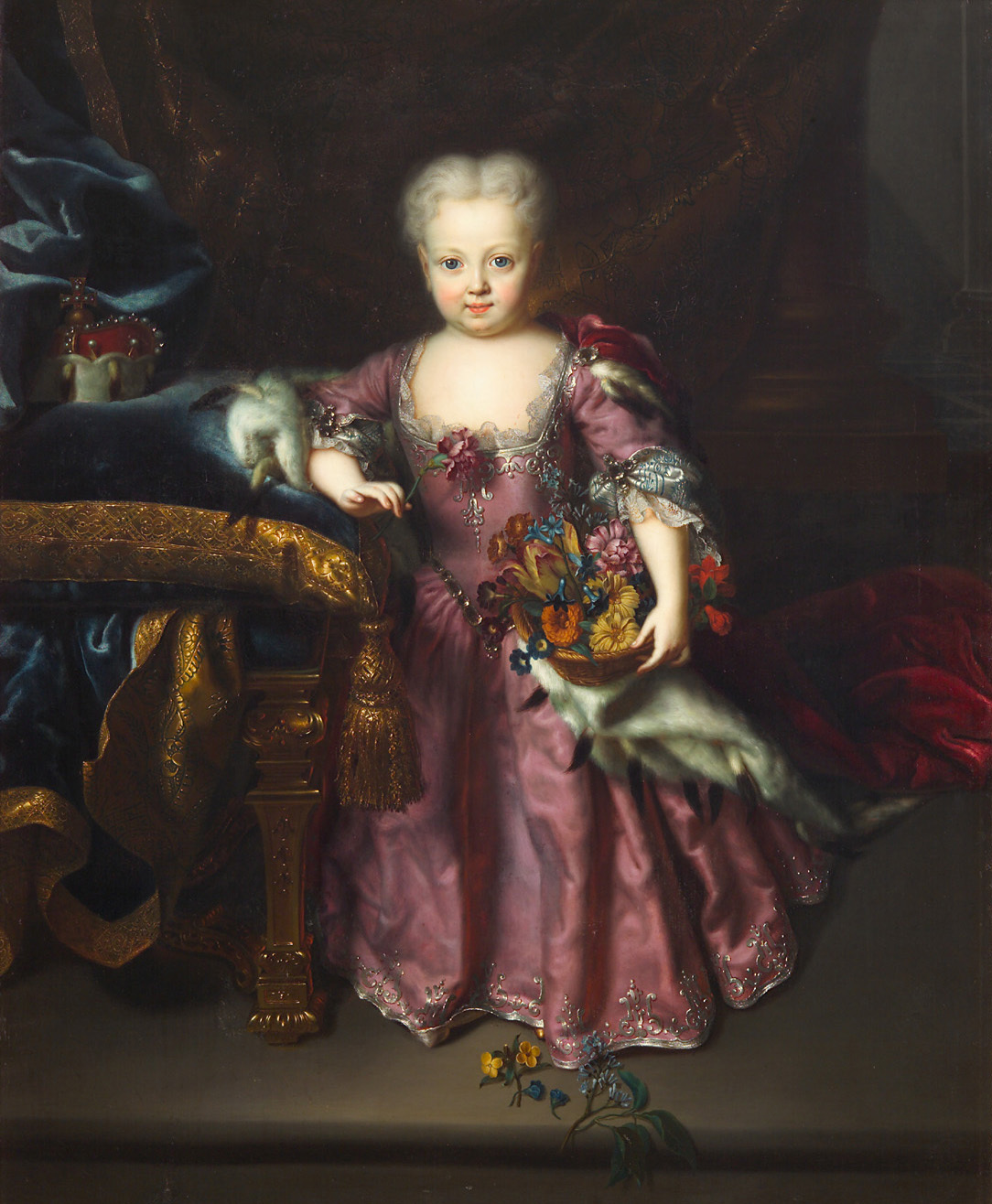
Arhiducesa Maria Amalia de Austria

Arhiducesa Maria Amalia de Austria (5 aprilie 1724 – 19 aprilie 1730) a fost Arhiducesă de Austria și sora mai mică a împărătesei Maria Tereza a Austriei. A fost mătușa reginei Maria Antoaneta a Franței, a reginei Maria Carolina a Neapole, a Ducesei Maria Amalia de Parma, a Ducesei Maria Christina de Teschen, a Ducelui Ferdinand, și a doi împărați ai Sfântului Imperiu Roman: Iosif al II-lea și Leopold al II-lea.

## Biografie
Maria Amalia s-a născut la Palatul Hofburg din Viena. A fost fiica cea mică a împăratului Carol al VI-lea și a soției acestuia, Elisabeth Christine de Brunswick-Wolfenbüttel. La fel ca nașterea surorii sale Maria Anna, nașterea ei nu a fost bine primită de tatăl ei, care aștepta un moștenitor de sex masculin.
A murit la 19 aprilie 1730, la Viena, la vârsta de 6 ani. După decesul tatălui ei în 1740, coroana Sfântului Imperiu Roman a trecut în mâinile lui Francisc I, soțul surorii ei mai mari, Maria Tereza. Dinastia Habsburg de Austria s-a stins odată cu moartea lui Carol al VI-lea, iar Maria Tereza și Francisc I au început dinastia de Habsburg-Lorena.